# غروتشو ماركس
جوليوس هنري ماركس (بالإنجليزية: Julius Henry Marx)‏ الذي اشتهر باسم غروتشو ماركس (بالإنجليزية: Groucho Marx)‏ ـ (2 أكتوبر 1890 ـ 19 أغسطس 1977) هو كوميديان ونجم سينمائي وتلفزيوني أمريكي. اشتهر بسرعة بديهته، ويعد واحدًا من أفضل الكوميديين في العصر الحديث.
شارك في 13 فيلمًا طويلًا مع إخوته الإخوة ماركس، الذي كان جوليوس (غروتشو) الثالث في الترتيب بينهم، كما نجح في بطولة الأفلام والكوميديا منفردًا، وخاصة في البرنامج الإذاعي والتلفزيوني «تراهن بحياتك» (بالإنجليزية: You Bet Your Life)‏ وهو برنامج مسابقات بدأ ماركس تقديمه للإذاعة سنة 1947، ثم انتقل إلى شاشة التلفزيون سنة 1950، حيث ظل يُبث حتى سنة 1961.

## روابط خارجية
- غروتشو ماركس على موقع IMDb (الإنجليزية)
- غروتشو ماركس على موقع الموسوعة البريطانية (الإنجليزية)
- غروتشو ماركس على موقع روتن توميتوز (الإنجليزية)
- غروتشو ماركس على موقع ألو سيني (الفرنسية)
- غروتشو ماركس على موقع ميوزك برينز (الإنجليزية)
- غروتشو ماركس على موقع تيرنر كلاسيك موفيز (الإنجليزية)
- غروتشو ماركس على موقع أول موفي (الإنجليزية)
- غروتشو ماركس على موقع قاعدة بيانات برودواي على الإنترنت (الإنجليزية)
- غروتشو ماركس على موقع قاعدة بيانات الأفلام السويدية (السويدية)
- غروتشو ماركس على موقع إن إن دي بي (الإنجليزية)